# Élections territoriales de 1959 en Haute-Volta
Les élections territoriales de 1959 en Haute-Volta se déroulent le 19 avril 1959 afin de pourvoir les 75 membres de l'Assemblée territoriale de la Haute-Volta, État membre de la Communauté française couvrant le territoire de l'actuel Burkina Faso. 
Il s'agit des dernières législatives organisées sous la tutelle française avant l'indépendance du pays le 5 aout de l'année suivante, ainsi que les dernières à avoir lieu sous le multipartisme jusqu'en 1970, la Haute-Volta devenant dès avant l'indépendance un régime à parti unique sous l'égide de l'Union démocratique Voltaique-Rassemblement Démocratique Africain, de Maurice Yaméogo,

## Contexte

### Manœuvres de Yaméogo
Chef du gouvernement de la jeune république de Haute-Volta à la suite du décès de Daniel Ouezzin Coulibaly en septembre 1958, Maurice Yaméogo parvient à rassembler une majorité au sein de l'assemblée territoriale et à se faire voter des pouvoirs étendus le 29 janvier 1959, dont celui de dissoudre l'assemblée. Fort de ces nouvelles prérogatives, il fait préparer une nouvelle constitution, et rassemble en février quarante des soixante-dix membres de l'assemblée territoriale pour la faire ratifier, menaçant de dissoudre l'assemblée et de convoquer de nouvelles élections. Les députés votent ainsi le projet le 28 février, de peur de ne pas être réélus. Le jour même, une fois la nouvelle constitution ratifiée, Yaméogo dissout l'assemblée territoriale. Un référendum est organisé le 15 mars 1959, et la constitution est approuvée par une large majorité des votants.

### Modification du code électoral
En amont des élections, deux forces se constituent dans le paysage politique de la Haute-Volta. Yaméogo forme ainsi autour de lui l'Union démocratique Voltaique affiliée au Rassemblement démocratique africain (UDV-RDA), tandis que l'opposition se réunit dans le Mouvement du regroupement voltaïque affilié au Parti du regroupement africain (MRV-PRA).
Le gouvernement procède alors à une modification du système électoral en sa faveur. Un système de listes majoritaire dans lequel la liste arrivée en tête remporte l'intégralité des sièges est mis en place dans deux circonscriptions favorables à l' UDV-RDA. Celles-ci, dites du Nord et du Sud, regroupent la province et sont dotées respectivement de 36 et 23 sièges. Les circonscriptions des villes de Ouahigouya et Ouagadougou, favorables au MRV-PRA, sont quant à elles dotées de huit sièges chacune, et la répartition de ces derniers se fait selon un système de listes à la proportionnelle,,.

## Résultats
|                           |                                                                              |           |       |        |     |  |  |  |  |
| Partis                    | Partis                                                                       | Votes     | %     | Sièges | +/– |  |  |  |  |
|                           | Union démocratique voltaïque-Rassemblement démocratique africain (UDV-RDA)   | 502 815   | 56,21 | 62     | Nv  |  |  |  |  |
|                           | Mouvement du regroupement voltaïque-Parti du regroupement africain (MRV-PRA) | 391 709   | 43,79 | 13     | Nv  |  |  |  |  |
|                           |                                                                              |           |       |        |     |  |  |  |  |
| Suffrages exprimés        | Suffrages exprimés                                                           | 894 524   | 99,03 |        |     |  |  |  |  |
| Votes blancs et invalides | Votes blancs et invalides                                                    | 8 766     | 0,97  |        |     |  |  |  |  |
| Total                     | Total                                                                        | 903 290   | 100   | 75     | 5   |  |  |  |  |
| Abstentions               | Abstentions                                                                  | 1 021 475 | 53,07 |        |     |  |  |  |  |
| Inscrits / participation  | Inscrits / participation                                                     | 1 924 765 | 46,93 |        |     |  |  |  |  |

### Par circonscriptions
| Partis                   | Partis                   | Circonscription I (Nord) | Circonscription I (Nord) | Circonscription I (Nord) | Circonscription II (Sud) | Circonscription II (Sud) | Circonscription II (Sud) | Circonscription III (Ouahigouya) | Circonscription III (Ouahigouya) | Circonscription III (Ouahigouya) | Circonscription IV (Ouagadougou) | Circonscription IV (Ouagadougou) | Circonscription IV (Ouagadougou) |
| Partis                   | Partis                   | Votes                    | %                        | Sièges                   | Votes                    | %                        | Sièges                   | Votes                            | %                                | Sièges                           | Votes                            | %                                | Sièges                           |
| ------------------------ | ------------------------ | ------------------------ | ------------------------ | ------------------------ | ------------------------ | ------------------------ | ------------------------ | -------------------------------- | -------------------------------- | -------------------------------- | -------------------------------- | -------------------------------- | -------------------------------- |
|                          | UDV-RDA                  | 247 800                  | 68,0                     | 36                       | 227 767                  | 74,2                     | 23                       | -                                | -                                | 0                                | 27 248                           | 37,1                             | 3                                |
|                          | MRV-PRA                  | 117 704                  | 32,0                     | 0                        | 79 187                   | 25,8                     | 0                        | 148 580                          | 100                              | 8                                | 46 238                           | 62,9                             | 5                                |
|                          |                          |                          |                          |                          |                          |                          |                          |                                  |                                  |                                  |                                  |                                  |                                  |
| Votes valides            | Votes valides            | 365 504                  | 98,54                    |                          | 306 954                  | 99,35                    |                          | 148 580                          | 99,99                            |                                  | 73 486                           | 98,20                            |                                  |
| Blancs et nuls           | Blancs et nuls           | 5 403                    | 1,46                     | 2 007                    | 0,65                     | 11                       | 0,01                     | 1 345                            | 1,80                             |                                  |                                  |                                  |                                  |
| Total                    | Total                    | 370 907                  | 100                      | 36                       | 308 961                  | 100                      | 23                       | 148 591                          | 100                              | 8                                | 74 831                           | 100                              | 8                                |
| Abstentions              | Abstentions              | 537 536                  | 59,17                    |                          | 322 728                  | 51,09                    |                          | 49 759                           | 25,09                            |                                  | 111 452                          | 59,83                            |                                  |
| Inscrits / participation | Inscrits / participation | 908 443                  | 40,83                    | 631 689                  | 48,91                    | 198 350                  | 74,91                    | 186 283                          | 40,17                            |                                  |                                  |                                  |                                  |

## Suites

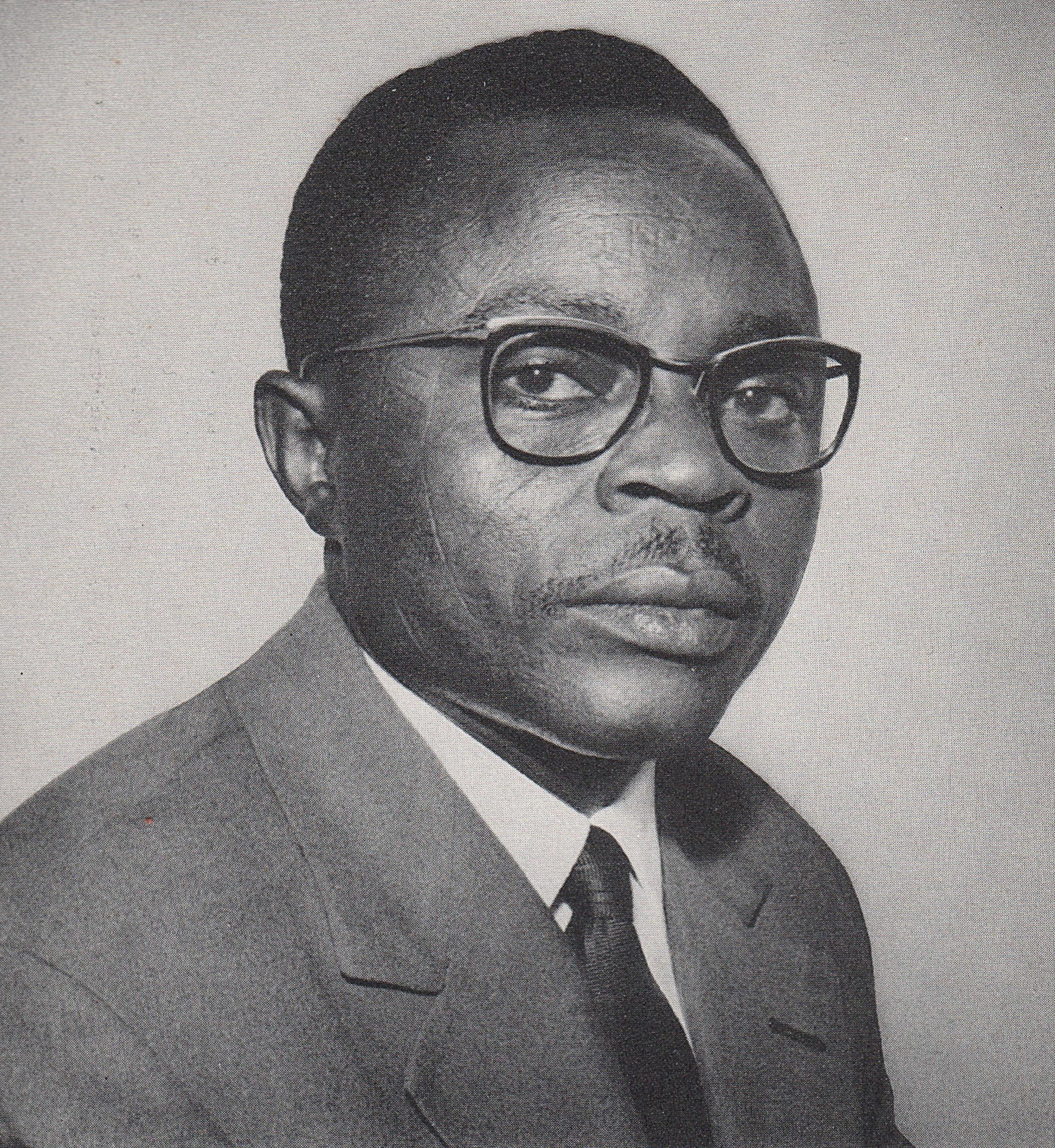
Maurice Yaméogo en 1960

À la suite des élections, Yaméogo est reconduit Président du conseil par l'assemblée le 25 avril. Au cours des mois suivant, il parvient à faire se désister la plupart des députés d'opposition vers son parti, de telle sorte que le MRV-PRA ne dispose plus que de trois députés à l'assemblée, avant de s'auto-dissoudre à l'automne à la suite de leur ralliement final. Il n'y a alors plus d'opposition officielle ni d'autre parti que l'UDV-RDA dans le pays. 
Yaméogo se voit renouveler pour six mois des pouvoirs élargis le 22 mai 1959. Il procède alors à l'exclusion en interne de ses principaux concurrents, l'ancien chef du RDA Ali Barraud ainsi que le secrétaire général Joseph Ouédraogo sont ainsi exclus du parti les 25 et 26 aout. Trois jours plus tard, Ouédraogo se voit privé de la présidence du conseil municipal de la capitale Ouagadougou par un décret en ordonnant la dissolution. Le conseil est remplacé par un comité de gestion présidé par Joseph Conombo, un allié de Yaméogo.
Au cours des mois suivant, le président du conseil s'emploie à empêcher la création de tout nouveau parti sous des prétextes variés, et entérine ainsi un régime de facto à parti unique. Seuls pouvant se porter candidats à la présidence les candidats désignés par des partis officiels, Maurice Yaméogo est élu sans opposants président de la république par l'assemblée le 11 décembre 1959.